# Audio 2000
Audio 2000 est une enseigne du groupe Optic 2000 spécialisée dans l'audiologie créée en 1999.

## Présentation
L'enseigne Audio 2000 appartient au groupe Optic 2000, au même titre que les enseignes Optic 2000, Optic 2000 Suisse et Lissac.
Elle est spécialisée dans l’audioprothèse. L'enseigne compte 273 centres en France : la moitié des centres est intégrée dans les points de vente Optic 2000 et Lissac.

## Historique
En 1999, Optic 2000 lance 74 centre Audio 2000. En 2012, l’enseigne compte 241 points de vente. L’année suivante, elle est classée numéro 3 sur le marché de l’audio-prothèse.

## Lobbying
Optic 2000 déclare à la Haute Autorité pour la transparence de la vie publique exercer des activités de lobbying en France pour un montant qui n'excède pas 25 000 euros sur l'année 2018.
La Fédération du commerce coopératif et associé, qui déclare à la Haute Autorité pour la transparence de la vie publique exercer des activités de lobbying en France pour un montant qui n'excède pas 400 000 euros sur l'année 2018, déclare parmi ses clients Optic 2000.

## Activité et résultats

### Évolution du chiffre d’affaires
| Année                                   | 2007 | 2012 | 2013 | 2014 |
| --------------------------------------- | ---- | ---- | ---- | ---- |
| Chiffre d'affaires (en million d'euros) | 8,4  | 56   | 40   | 42   |

### Évolution du nombre de points de vente
| Date                      | 1999 | 2005 | 2008 | 2012 | 2014 | 2017               |
| ------------------------- | ---- | ---- | ---- | ---- | ---- | ------------------ |
| Nombre de points de vente | 74   | 123  | 143  | 241  | 273  | 310 (perspectives) |